# Braille
Cette page contient des caractères spéciaux ou non latins. S’ils s’affichent mal (▯, ?, etc.), consultez la page d’aide Unicode.
Le braille (prononcé en français : [bʁaj]) est un système d’écriture tactile à points saillants, à l’usage des personnes aveugles ou fortement malvoyantes. Le système porte le nom de son inventeur, le Français Louis Braille (1809-1852) qui avait perdu la vue à la suite d'un accident. Élève à l’Institution royale des jeunes aveugles, il modifie et perfectionne le code Barbier. En 1829 paraît le premier exposé de sa méthode.
Un document qui n’est pas écrit en braille et qui n’est donc pas lisible par un aveugle, est dit, comparé à un document en braille, « en noir » ou « noir » (un livre en noir, par exemple).
L'apprentissage et l'usage du braille ont été classés à l'Inventaire du patrimoine culturel immatériel en France en 2023.

## Histoire

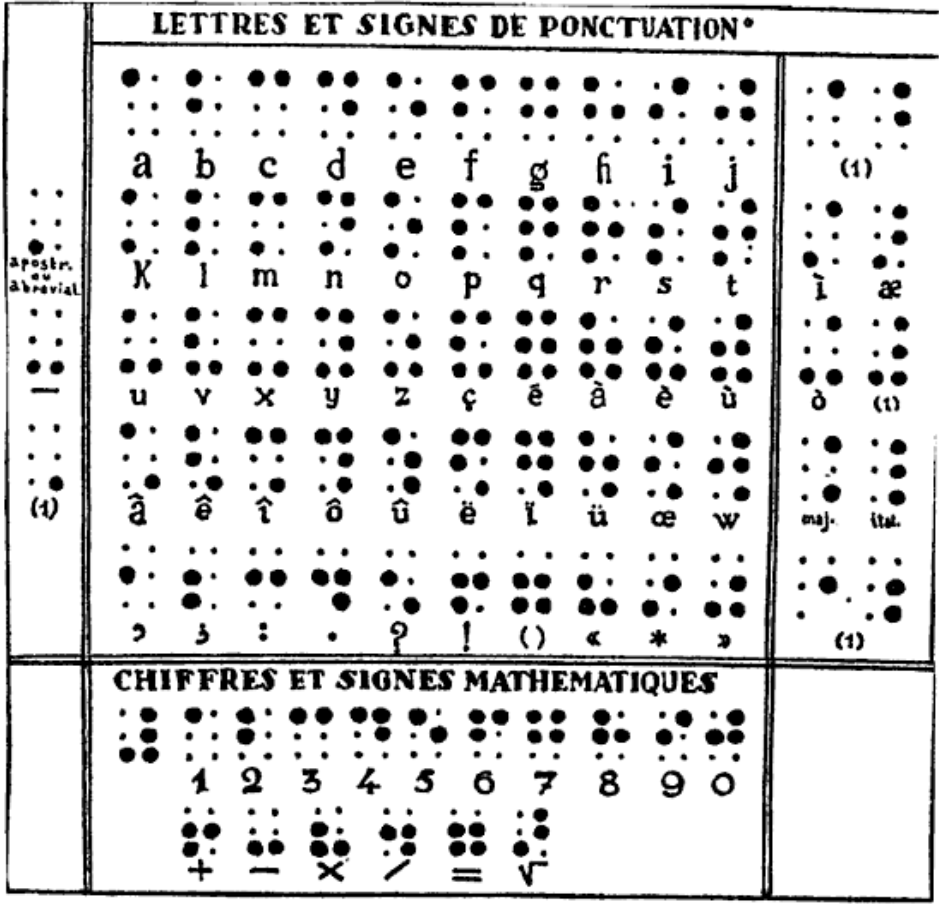
L'alphabet final de Louis Braille, selon Pierre Henri (1952). "(1)" indique préfixes de notation de la musique ou de la mathématique.

### La lecture pour les aveugles avant Louis Braille
Au XIVe siècle, le juriste musulman irakien Zayn Ud Dîn Al Âmidî qui était lui-même aveugle, imagina également un système pour que les aveugles puissent avoir accès aux livres à travers un mode de lecture particulier basé sur les noyaux de fruits.
Au XVIIe siècle, le jésuite italien Francesco Lana de Terzi imagina divers systèmes d’écriture codée pour aveugles. Il conçut notamment le système Lana, un procédé d’impression en relief sur du papier épais ainsi qu’un « système permettant aux aveugles d’écrire couramment en traçant seulement des lignes et en faisant des points ».
Valentin Haüy, homme de lettres pratiquant outre le latin, le grec et l’hébreu, une dizaine de langues vivantes, s’intéresse d’abord en curieux au sort des personnes aveugles et, à la suite de Diderot, à leur « psychologie ». En 1771, choqué à la vue d’un triste spectacle mettant en scène des aveugles à la Foire Saint-Ovide, il se passionne pour l’éducation des aveugles et ambitionne de leur apprendre à lire. Dans cette intention, il fait réaliser des caractères spéciaux en relief et mobiles et, en 1784, entreprend avec succès d’instruire un jeune homme aveugle. C’est cette méthode, appelée « relief linéaire » qu’il fera appliquer dans l’institution des enfants aveugles, première école destinée aux aveugles. 
En 1808-1809, Charles Barbier de La Serre, ancien officier d’artillerie, invente un système appelé « écriture nocturne » destiné à permettre aux officiers de rédiger ou de lire, dans l’obscurité, des messages codés. Le principe de ce système connu également sous le nom de sonographie est de transcrire des sons (36) à l'aide de points en relief placés sur une grille de 2 × 6 points. Ce n’est qu’en 1819 que Barbier s’avise des avantages que les aveugles pourraient tirer de son système. Il conçoit alors un nouveau système à l’usage des aveugles qu’il présente en 1821 à l’Institution Royale des Jeunes Aveugles. Les élèves, dont Louis Braille alors âgé de 12 ans, se montrent immédiatement très intéressés par le système. Cependant, ce dernier relève aussitôt les limites du système, notamment son incapacité à prendre en compte l’orthographe compte tenu de sa nature phonétique, et propose à Barbier d’apporter des améliorations, mais celui-ci ne donne pas suite à cette proposition venant d’un enfant de 12 ans.

### Louis Braille
Louis Braille, devenu aveugle à l’âge de trois ans et après un début de scolarité dans son village de Coupvray, est admis en 1819 à l’Institut royal des aveugles. Deux ans plus tard, en 1821, il assiste à la présentation de la sonographie faite par Barbier. Ce dernier n’ayant pas suivi sa proposition d’améliorer son système, Louis Braille entreprend seul ce travail. Il garde les bases du système de Barbier, notamment le principe d’un codage et l’utilisation de points saillants. Les principales caractéristiques du système élaboré par Braille sont :
- réduction de 12 à 6 du nombre de points utilisés ;
- codage de signes typographiques latins (lettres, ponctuation, notes de musique, etc.) plutôt que de sons.

L’essentiel du système est élaboré en 1825 (Braille a alors 16 ans) et Braille publie son premier traité en 1829.

## Le code braille

Cellule braille numérotée.

En braille standard, un caractère est représenté dans une matrice de six points sur deux colonnes, chaque caractère étant formé par un à six points en relief. Ces points sont conventionnellement numérotés de haut en bas et de gauche à droite, selon le schéma suivant :
Par exemple, la lettre c se représente par les deux points supérieurs, soit la combinaison 1,4. Ce système permet de représenter jusqu’à 63 caractères (26-1), une matrice sans aucun point représentant une espace.
La signification de chaque symbole dépend de la langue utilisée, ce qui explique pourquoi les braille japonais, coréen, cyrillique et autres diffèrent du braille français. Les langues utilisant l’alphabet latin emploient le plus souvent le même codage pour les lettres de base, mais les lettres accentuées, d’autres symboles et, parfois, les signes de ponctuation diffèrent.

### Lettres
| ⠁ a | ⠃ b | ⠉ c | ⠙ d | ⠑ e | ⠋ f | ⠛ g | ⠓ h | ⠊ i | ⠚ j |
| ⠅ k | ⠇ l | ⠍ m | ⠝ n | ⠕ o | ⠏ p | ⠟ q | ⠗ r | ⠎ s | ⠞ t |
| ⠥ u | ⠧ v | ⠭ x | ⠽ y | ⠵ z |     |     |     |     | ⠺ w |

Cette représentation se comprend en répartissant les lettres en lignes de dix lettres dans l'ordre alphabétique, sauf la lettre W qui n'était pas encore pleinement reconnue dans l'alphabet français à l'époque de Louis Braille :
- a b c d e f g h i j : utilisent les quatre points supérieurs
- k l m n o p q r s t : ajout du point 3 (en bas à gauche) aux lettres de la première ligne
- u v x y z : ajout des points 3 et 6 (en bas à droite) aux cinq premières lettres de la première ligne
- w : ajout du point 6 à la lettre J (le w n’existait pas a l'époque de Louis Braille)

### Lettres diacritées propres aufrançais
| ⠷ à | ⠡ â | ⠯ ç | ⠮ è | ⠿ é | ⠣ ê | ⠫ ë |
| ⠩ î | ⠻ ï | ⠹ ô | ⠪ œ | ⠾ ù | ⠱ û | ⠳ ü |

L'alphabet braille français se comprend donc en répartissant les lettres en quatre lignes de dix lettres :
| a b c d e f g h i j | ⠁ ⠃ ⠉ ⠙ ⠑ ⠋ ⠛ ⠓ ⠊ ⠚ | Utilisation des quatre points supérieurs                                   |
| k l m n o p q r s t | ⠅ ⠇ ⠍ ⠝ ⠕ ⠏ ⠟ ⠗ ⠎ ⠞ | Ajout du point 3 (en bas à gauche) aux lettres de la première ligne        |
| u v x y z ç é à è ù | ⠥ ⠧ ⠭ ⠽ ⠵ ⠯ ⠿ ⠷ ⠮ ⠾ | Ajout des points 3 et 6 (en bas à droite) aux lettres de la première ligne |
| â ê î ô û ë ï ü œ w | ⠡ ⠣ ⠩ ⠹ ⠱ ⠫ ⠻ ⠳ ⠪ ⠺ | Ajout du point 6 aux lettres de la première ligne                          |

### Lettres diacritées et ligatures propres à diverses langues étrangères
En utilisant les principes de codification à l’aide de la matrice à six points saillants, il est possible de représenter les lettres diacritées et ligatures propres à chaque langue étrangère.

### Chiffres
Il existe deux systèmes pour représenter les chiffres en braille français : le système dit « Louis Braille », ou « littéraire », et le système « Antoine ».

#### Chiffres «Louis Braille»
C’est le système le plus ancien. Il est encore couramment utilisé dans les ouvrages de type littéraire (non mathématiques) et est la norme dans de nombreux pays (y compris au Québec). Il n'est pas ou peu présent dans les ouvrages en France mais est présent sur les chiffres des étages dans les ascenseurs.
Un chiffre est représenté par deux symboles. Le premier est le préfixe numérique constitué des points 3-4-5-6 ⠼.
Le second est une lettre de la première série de a à j : a vaut 1, b vaut 2 et ainsi de suite ; i vaut 9 et j vaut 0.

#### Chiffres «Antoine»
Ce système fut introduit par Louis Antoine dans le cadre de la notation braille mathématique. C’est maintenant le système recommandé en France, même en dehors des expressions mathématiques, pour tous les ouvrages.
Un chiffre est représenté par deux symboles. Le premier est le préfixe mathématique constitué du point 6 ⠠.
Le second est une lettre de la quatrième série de â à œ, dérivée de la première série en y ajoutant le point 6: â vaut 1, ê vaut 2 et ainsi de suite jusqu'à œ valant 9. 0 est représenté par le préfixe numérique Louis Braille.
En résumé, les deux systèmes se présentent comme suit :
|              |   | 1 | 2 | 3 | 4 | 5 | 6 | 7 | 8 | 9 | 0 |
| Traditionnel | ⠼ | ⠁ | ⠃ | ⠉ | ⠙ | ⠑ | ⠋ | ⠛ | ⠓ | ⠊ | ⠚ |
| Antoine      | ⠠ | ⠡ | ⠣ | ⠩ | ⠹ | ⠱ | ⠫ | ⠻ | ⠳ | ⠪ | ⠼ |

Dans les deux cas lorsqu’il y a plusieurs chiffres en succession, le préfixe n’est indiqué qu’une fois : tous les symboles qui suivent sont interprétés comme des chiffres, jusqu’à rencontrer une espace.

### Ponctuation
Onze signes de ponctuation sont obtenus en décalant d'un cran vers le bas les lettres a à j, sauf le i (utilisé pour l'astérisque, comme indiqué plus loin), et en décalant de deux crans vers le bas les lettres a et c. C'est assez rare mais en France certains ouvrages sortis avant l'uniformisation du code braille utilisent le même symbole pour l'apostrophe et le point.
| ⠂ , | ⠆ ; | ⠒ : | ⠲ . | ⠢ ? | ⠖ ! | ⠶ " | ⠦ ( | ⠴ ) |

| ⠄ ’ | ⠤ - |

### Autres symboles
Indicateurs et modificateurs propres au braille :
| ⠨                              | ⠸                     | ⠈                     | ⠘                         | ⠐                         | ⠰                            | ⠠             | ⠬                          |
| indicateur de majuscule simple | indicateur d’italique | indicateur d’exposant | modificateur 1 (devises…) | modificateur 2 (symboles) | indicateur de valeur de base | préfixe math. | indicateur d'appel de note |

| ⠨                                  | ⠒⠨                                          | ⠒⠸                                         |
| indicateur de majuscules multiples | indicateur de début de passage en majuscule | indicateur de début de passage en italique |

| ⠘⠻                            | ⠘⠳                            | ⠠⠆                                           | ⠰⠄                                         |
| bulle parlée (bande dessinée) | bulle pensée (bande dessinée) | indicateur de début de note du transcripteur | indicateur de fin de note du transcripteur |

Symboles typographiques simples :
| ⠌ | ⠜ | ⠔   |
| / | @ | (*) |

Symboles typographiques multiples ou symétriques:
| ⠤ | ⠲ |
| — | … |

| ⠯⠽ | ⠪⠕ | ⠪⠒⠕ | ⠒⠕ | ⠪⠒ |
| □  | •  | ↔   | →  | ←  |

| ⠘⠦ | ⠴⠃ | ⠠⠦ | ⠴⠄ |
| [  | ]  | {  | }  |

Symboles utilisant le modificateur 1 (devises, lettres grecques…) :
| ⠘⠑ | ⠘⠇ | ⠘⠎ | ⠘⠽ | ⠘⠉ |
| €  | £  | $  | ¥  | ¢  |

| ⠘⠍ | ⠘⠏ |
| μ  | π  |

| ⠘⠣ | ⠘⠜ |
| ≤  | ≥  |

Symboles utilisant le modificateur 2 :
| ⠐⠉ | ⠐⠕ | ⠐⠏ | ⠐⠗ | ⠐⠞ | ⠐⠿ |
| ©  | °  | §  | ®  | ™  | &  |

| ⠐⠢ | ⠐⠌ | ⠐⠔ | ⠐⠼ | ⠐⠤ |
| ~  | \  | *  | #  | _  |

| ⠐⠬ | ⠐⠬ | ⠐⠬ |
| %  | ‰  | ‱  |

| ⠐⠣ | ⠐⠜ |
| <  | >  |

Symboles rencontrés en notation mathématique:
| ⠠             | ⠖ | ⠤ | ⠔ | ⠒ | ⠶ | ⠌                 | ⠢                             | ⠄                            |
| Préfixe math. | + | - | × | ÷ | = | barre de fraction | indicateur d'indice inférieur | espace séparant les milliers |

## Dérivés du braille

### Braille abrégé
Les caractères braille sont plus larges que leurs équivalents « noirs », et les pages plus épaisses. Cela a pour conséquence une augmentation importante du volume d’un document en braille, de 30 à 50 fois celui du même document « noir ». Aussi a-t-on créé une forme contractée : le braille abrégé. Grâce à l'utilisation de la totalité des 63 signes possibles en braille 6 points et à la réaffectation de ceux d'occurrence rare (comme le ü), il permet un gain de place estimé de 30% à 40%,,.
C’est en 1880 que Maurice de La Sizeranne constitua l’Abrégé Orthographique Français, qui fut depuis complété par de nombreux partenaires.
La norme actuellement en vigueur est l’Abrégé orthographique étendu de 1955.
Dans un texte en braille abrégé, on trouve trois types de mots,, :
- des mots contenant une ou plusieurs contractions, appelées « assemblages »,
- des mots ayant une abréviations d'un ou plusieurs signes, appelées « symboles »,
- des mots écrits en intégral (braille classique).

Par exemple:
- dans le mot (re)(pr)és(en)té(es), les groupes de lettres entre parenthèses sont contractés par un signe propre: ⠄⠖⠿⠎⠢⠞⠿⠱,
- la lettre ê employée seule est le symbole de « même », les lettres am le symbole de « amour », et amx le symbole de « amoureux » (exemple de symbole dérivé).

Un même caractère peut, suivant son contexte (employé dans un mot, en début, milieu ou fin, devant une voyelle ou une consonne ou encore seul), avoir plusieurs significations différentes.
Ainsi, le signe î ⠩ peut correspondre, en plus de sa valeur numérique
« 3 » en notation Antoine :
- au symbole du mot « cet » lorsqu’il est employé seul,
- à la contraction des lettres « cl » devant une voyelle,
- à la contraction de la finale « ait » en terminaison de mot,
- à sa valeur de base « î » seulement dans les cas restants (c'est-à-dire devant consonne).

Les mots écrits en braille intégral (dans un texte en braille abrégé) sont soit :
- des mots n’ayant pas de symbole ou n’ayant pas de contraction entrant dans leur composition,
- des noms propres (jamais abrégés sauf en cas de noms de peuples),
- des noms que l’utilisation d’une contraction rendrait confus ou incompréhensibles.

#### Assemblages et symboles d'un seul signe
Dans chaque cellule du tableau ci-dessous est consigné, dans l'ordre « alphabétique » du braille :
- le signe en braille,
- sa valeur de base,
- le symbole associé en gras (mot représenté par le signe employé seul),
- les assemblages associés.

| a                     | b bien               | c ce                       | d de                   | e -           | f faire                 | g qui                  | h sur      | i il                    | j je                       |
| k au au               | l le                 | m me                       | n ne                   | o nous        | p par                   | q que (qu') qu... -que | r rien     | s se                    | t te                       |
| u un                  | v vous               | x mais ex (+C)             | y y                    | z elle -ez    | ç pour our              | é quoi                 | à ch       | è sans (V+) ss (+V)     | ù et oi                    |
| â tout fr (+V) -ation | ê même fl (+V) -ent  | î cet cl (+V) -ait         | ô dans dr (+V) -ant    | û est es- -es | ë plus pl (+V)          | ï grand gr (+V)        | ü ou ou    | œ son im- (+BPM) -ition | w tous om (V+) tt (+V)     |
| , - an...             | ; - br (+V) ui (+C)  | : - cr (+V) con (+C)       | . dès dis- (+C) ...ien | ? en en       | ! puis pr (+V) pro (+C) | " été ...gn...         | ( du ...er | * son si in             | ) sous tr (+V) trans- (+C) |
| ʼ la re-              | / ai ai              | @, æ les gl (+V) em (+C)   | num. lui ion           | on            | — celui com- (+C)       |                        |            |                         |                            |
| exp. - ar             | mod. 1 - bl... -able | ital. - (V+) ll (+V) -elle | maj. - eur             | mod. 2 - eu   | ivb. - ...or            | math. - ieu            |            |                         |                            |

Les assemblages sont soumis à des contraintes de position et de contexte, représentées comme suit:
- XX : indique qu'aucune contrainte ne s'applique à l'assemblage, qui peut apparaître en toute position (dans le respect des principes généraux énoncés ci-après).
- -XX : indique un assemblage utilisé en fin de mot seulement.
- XX- : indique un assemblage utilisé en début de mot seulement.
- XX... ou ...XX : indique la présence nécessaire de lettre(s) avant ou après l'assemblage.
- XX (+C) : indique que l'assemblage doit être suivi d'une consonne.
- XX (+BPM) : indique le l'assemblage doit être suivi de « b », « p » ou « m » uniquement.
- XX (+V) : indique que l'assemblage doit être suivi d'une voyelle.
- (V+) XX (+V) : indique que l'assemblage doit apparaître entre deux voyelles.

Les assemblages et les symboles d'un caractères obéissent aux principes généraux suivants:
1. Les lettres que représente un assemblage doivent appartenir à une même syllabe. Par conséquent, les assemblages finissant en voyelle+consonne (an, on, ion, ien, ar, er, eur, or, our, om, im, es, con…) doivent toujours être suivis d'une consonne lorsqu'ils sont utilisés à l'intérieur d'un mot. Il existe deux exceptions :
  - in en début de mot peut s'employer devant voyelle, sauf devant lui-même. Par ex.: (in)(on)d(er) mais in(in)t(er)r(om)pu.
  - les assemblages représentant une consonne double (ll, ss, tt) qui se trouvent à cheval sur deux syllabes par définition.
2. Les signes de ponctuations ou certains indicateurs (comme celui de valeur de base, noté « ivb. » dans le tableau) empêche l'utilisation des assemblages qu'ils représentent en début et/ou fin de mot. Par ex.: er ne peut s'employer en début de mot (parenthèse ouvrante) et an ne peut s'employer en fin de mot (virgule).
  - Deux exceptions : en et ien peuvent apparaître en finale même s'ils s'y confondent avec les signes de ponctuation « ? » et « . », mais sauf s'ils sont suivis de ces mêmes signes de ponctuation. Ex: « moyen » → moy(en) ⠍⠕⠽⠢, mais « moyen ? » → moyen? ⠍⠕⠽⠑⠝⠢ et non pas ⠍⠕⠽⠢⠢.
  - Certains assemblages ne sont pas explicitement interdit en initiale ou finale, mais aucun mot français ne les utilisent donc il n'y a pas ambiguïté (par ex., eur en début de mot, qui pourrait se confondre avec l'indicateur de majuscule).
3. Les quatre préfixes dis-, com-, trans-, es- qui ne s'emploient qu'en début de mots peuvent toutefois être précédés des préfixes re- et in-. Par ex.: (re)(trans)(cr)ire, (in)(es)péré.
4. Les finales (-ation, -ait, -ant...) et les symboles qui s'y prêtent (« me », « ce », « rien », « son », « été »...) peuvent toutefois prendre le « s » du pluriel. Par ex.: « nations » → n(ation)s, « ces » → cs. Exception : « les » est abrégé par le symbole ⠜.
5. Seule l'orthographe compte et non pas la prononciation ou le sens. Par ex.: er dans (ch)(er)(ch)(er), ent dans (ch)(an)t(ent) et par(ent), ien dans v(ien)t et (cl)(ien)t; les homographes des symboles pour « été », « puis », « son », « sous » ; le symbole pour « est » ⠱ utilisé à la fois pour le verbe et le nom, de prononciations différentes.
6. Si aucune contrainte n'est satisfaite, c'est la valeur de base qui doit être utilisée.

L'abrègement de mots entiers obéissent aux contraintes supplémentaires suivantes:
1. Les signes n'utilisant que les points 4-5-6 (à droite de la cellule) n'ont pas de symboles associés car ils se distinguent mal. Pour cette même raison, un mot ne peut pas consister en seulement ces signes. Par ex : « bleu » → bl(eu) et non pas (bl)(eu) , qui se distingue mal de b(an) .
2. Un mot ne peut consister en signes inférieurs seulement (signes utilisant les points 2356). Par ex.: « entrer » → en(tr)(er) et non pas (en)(tr)(er) ⠢⠴⠦.
3. Un symbole inférieur précédé ou suivi d'un signe de ponctuation ne doit pas être utilisé. Par ex.: « été » → ⠶, mais « été, » → ⠿⠞⠿⠂.
4. Il existe de nombreuses règles qui régissent le choix des assemblages lorsque plusieurs combinaisons sont possibles. Par ex.: (es)saim mais me(ss)e, v(ien)t mais (ou)(bl)i(ent), ma(in) et non pas m(ai)n, r(en)d et non pas (re)nd mais (re)ste...
5. Il est interdit d'utiliser le même signe deux fois de suite avec des valeurs différentes. Par ex.: « drôle » → drôle  ⠙⠗⠹⠇⠑ et non pas (dr)ôle ⠹⠹⠇⠑.

#### Finales à plusieurs signes
Elles sont au nombre de 7 :
| ⠃⠇⠞ b l t -bilité | ⠇⠛ l g -logie | ⠟⠍ q m -quement | ⠞⠍ t m -tement | ⠧⠍ v m -vement | ⠘⠍ (bl) m -ablement | ⠸⠍ (ll) m -ellement |

Ces finales ne peuvent pas créer d'assemblage avec les lettres précédentes. Par ex: « battement » → battm, et non pas ba(tt)m en utilisant l'assemblage tt.
Elles peuvent prendre un « s » au pluriel.

#### Symboles à plusieurs signes
Il existe 399 symboles de base, de deux signes rarement trois.
Parmi ces symboles, 185 peuvent produire des dérivés par l'adjonction d'un ou plusieurs suffixes parmi une liste de 18 (m « -ment », c « -ance/ence », f « -if », (bl) « -able »…), créant 420 symboles supplémentaires.
Les signes employés dans les symboles peuvent être des signes de base ou des assemblages. Dans ce dernier cas, les contraintes positionnelles ne s'appliquent pas.
Quelques exemples:
- symboles sans dérivés: ai « ainsi », cm « comme », jm « jamais », pè « père », a(pr) « après », (au)(pr) « auprès », (en)(dr) « endroit », aff « affaire »…
- symboles avec dérivés: am « amour », amx « amoureux », amsm « amoureusement » ; (pr)d « produit », (pr)df « productif », (pr)d(eur) « producteur », (pr)d(ion) « production » ; (dis)t « distant », (dis)tc « distance »…

Le pluriel peut être obtenu par l'ajout d'un s ou d' un x, ou par la substitution du l final par un x. Par exemple: pe « petit » / pes « petits », gn « général » / gnx « généraux », (tr)l « travail » / (tr)x « travaux », gvl « gouvernemental » / gvx « gouvernementaux ».
Le féminin peut être obtenu par ajout d'un « e », par la substitution du suffixe f par v pour les adjectifs en « -if », de x par se pour les adjectifs en « -eux », de l par ll (et non pas par l'assemblage (ll) = « -elle ») pour les adjectifs en « -el », mais est souvent irrégulier et doit être appris par cœur :
- régulier : pe « petit » / pee « petite », (pr)df « productif » / (pr)dv « productive », amx « amoureux » / amse « amoureuse », ntl « naturel » / ntll « naturelle »,
- irrégulier : (au)c « aucun » / (au)n « aucune », (pr)m « premier » / (pr)r « première », dn « dernier » / dr « derniere »…

Pour les symboles qui s'y prêtent, on peut ajouter un e, s ou (es) pour former des formes conjuguées. Par exemple, du symbole rg « regard », on peut former rge, rg(es) pour « (je) regarde, (tu) regardes ». On ne peut cependant pas utiliser les assemblages er, ez, ent, ait, ant, pour former « regarder, regardez, regardent, regardait, regardant ».
Comme à la section précédente, seule l'orthographe compte et non la prononciation ou le sens. Par exemple : fs « fils » ( « enfant mâle » ou pluriel de « fil »), so « sorte » (« espèce » ou subjonctif de « sortir »), s(om)s (« nous sommes » ou pluriel de « somme »).
On ne peut pas créer de nouveaux symboles de base ou dérivés. Par exemple, le symbole q(ion) « question » existe, mais pas le symbole dérivé *q(ion)m « questionnement », alors que les symboles f(ion) « fonction »  / f(ion)m « fonctionnement » existent. On ne peut pas utiliser les 18 suffixes ailleurs que dans les 420 symboles dérivés listés. Par exemple, on ne peut pas abréger « visage » en *visg comme « outrage » peut l'être en (ou)(tr)g.
Il est par contre possible de faire précéder les symboles d'autres signes, abrégeant des mots plus longs. Par exemple: dm « demain » / l(en)dm « lendemain », m(ion) « mission » / ém(ion) « émission » / (re)(trans)m(ion) « retransmission». Mais le sens ne doit pas s'en écarter. Par exemple, on ne peut pas construire « espère » sur le symbole pè « père ».

#### Locutions
Il existe enfin 43 locutions abrégées. Une locution est un groupe de plusieurs mots représenté par deux ou plusieurs signes reliés entre eux. Si la locution comporte une apostrophe ou un trait d'union, ces signes sont conservés. Si c'est une espace, c'est le signe ⠸ (l'indicateur de mise en italique) qui est employé. Les signes peuvent être des signes de base ou des assemblages.
Par exemple : à|c ⠷⠸⠉ « à cause », (au)'h ⠅⠄⠓ « aujourd'hui », (au)-d ⠅⠤⠙ « au-dessus », (au)-(ou) ⠅⠤⠳ « au-dessous », c'e-à-d ⠉⠄⠑⠤⠷⠤⠙ « c'est-à-dire »...

#### Ambiguïtés
Le code abrégé comporte de nombreuses ambiguïtés, qui nuisent à l'opération d'abrègement et de désabregement automatisés. Souvent, seule la connaissance des mots acceptables en français permet de lever l'ambiguïté. Par exemple :
- assemblage vs valeur de base : ⠙⠊⠅⠞⠁⠞ = « diktat » parce que le mot « diautat » n'existe pas.
- assemblage vs ponctuation : ⠍⠕⠽⠢ = « moyen » parce que « moy ? » n'existe pas.
- assemblage vs symbole : « des » ne s'abrège pas en d(es) ⠙⠱ (qui est en fait le mot « dû »), mais en le symbole de deux signes ds ⠙⠎.
- assemblage vs assemblage : les deux mots « crête » et « conflit » commencent par les deux mêmes signes: (cr)ête ⠒⠣⠞⠑ et (con)(fl)it ⠒⠣⠊⠞. Ici la désambiguation opère de droite à gauche: c'est la présence d'une consonne ou d'une voyelle en troisième place qui permet de déterminer la valeur du second signe, qui ensuite permet de déterminer celle du premier, en respectant alternativement les contraintes (+C) ou (+V) assorties à chaque valeur.

Il existe cependant des ambiguïtés que seul le contexte permet de lever. Par exemple :
- assemblage vs valeur de base : riz = « riz » et « riez », coq = « coq » et « coque », a(ll)ô = « allô » et « allant ».
- assemblage vs ponctuation : Paris. = « Paris. » et « Parisien ».
- assemblage vs locution : p|s ⠏⠸⠎ peut être soit l'assemblage « pelles » ou la locution « par suite ».

Pour lever une ambiguïté, il est possible d'utiliser l'indicateur de valeur de base (points 5-6) en début de mot, qui permet de passer en intégral pour ce mot. Par ex: ⠰⠁⠸⠹⠹ « allô », et non pas « allant ».

### Braille informatique

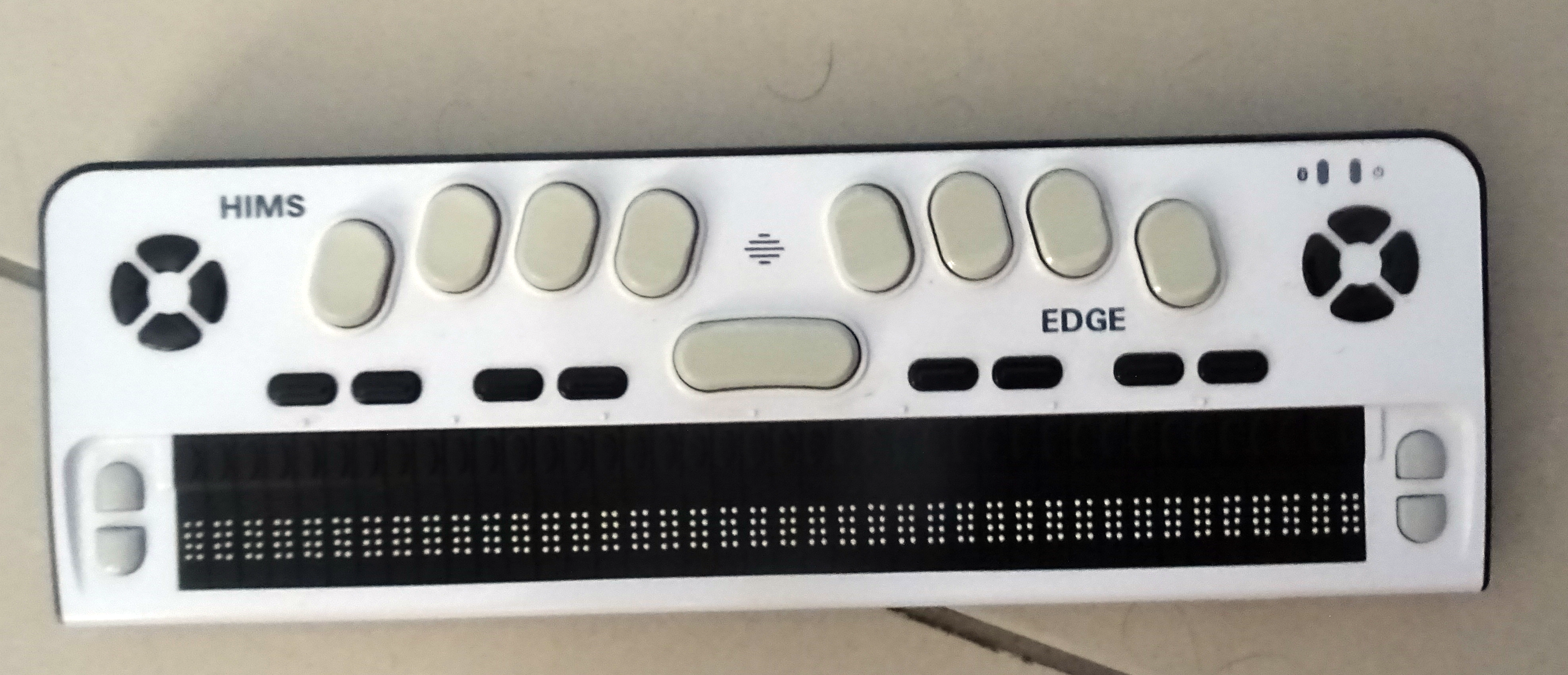
Photo d'une plage braille informatique

Le braille standard, avec ses six points, ne permet que 64 combinaisons pour coder les caractères, ce qui est relativement peu. Certains caractères, comme les majuscules ou les chiffres ont été codés sur deux caractères braille afin de contourner cette limitation. Malheureusement, ce type de codage s’avère mal adapté à l’informatisation. Aussi pour l’informatique utilise-t-on un braille à huit points au lieu de six.
Les deux points supplémentaires sont placés en dessous de la cellule braille classique. Le point 7 sous le point 3 et le point 8 sous le point 6.
Ainsi, le braille informatique permet 256 combinaisons (2 puissance 8), soit une correspondance exacte avec la table ASCII utilisée en informatique.
En particulier, les lettres minuscules et majuscules peuvent être différenciées grâce au point 7.
```
 La lettre 
a
 minuscule : point 1
 La lettre 
A
 Majuscule : point 1-7
 La lettre 
b
 minuscule : point 1-2
 La lettre 
B
 majuscule : point 1-2-7
 …
```

Cependant, il n’est pas toujours bien adapté à la lecture. Louis Braille avait en effet travaillé sur la taille de la cellule braille à six points afin qu’elle soit repérable tactilement par la pulpe de l’index sans avoir à le déplacer sur la feuille.
Or, avec deux points en plus, cette cellule devient trop haute pour une identification rapide par l’index. De plus, la lettre l minuscule (points 1-2-3) et la lettre L majuscule (points 1-2-3-7) provoquent des confusions car il devient difficile de repérer s’il y a trois ou quatre points en hauteur.

### Braille mathématique
La notation mathématique utilise une représentation spatiale de l’information. En braille, l’information est toujours linéarisée, aussi a-t-on besoin d’une codification spécifique.
Ce code a varié dans le temps. Depuis le 1er septembre 2007, c’est la notation mathématique approuvée par la Commission pour l’Évolution du Braille Français lors de sa réunion plénière du 16 octobre 2006 qui est applicable.
De la même façon que sur une calculatrice scientifique standard, le braille mathématique codifie de façon linéaire toutes formules mathématiques. Il arrive donc fréquemment qu’une formule visuellement simple devienne très complexe en braille.
Ainsi,
{\displaystyle {\frac {2\times 8+4\times 2}{4\times 3}}=2}
donne en notation linéaire :
{\displaystyle (2\times 8+4\times 2)/(4\times 3)=2}
Très vite, de nombreuses parenthèses apparaissent et compliquent fortement la formule. C’est pour cela que les parenthèses braille ont été mises en place : une parenthèse braille permet de lever les ambiguïtés dues à la linéarisation, et indique qu’un voyant n’aurait pas besoin de ces parenthèses pour comprendre l’expression.
Dans l’exemple précédent, la transcription en Braille serait donc:
{\displaystyle [2\times 8+4\times 2]/[4\times 3]=2}
Avec [ en parenthèse braille ouvrante (codée normalement p. 56 soit "⠰") et ] en parenthèse braille fermante (codée normalement p. 23 soit "⠆").
Comme spécifié plus haut, le braille ne compte que 63 symboles possibles. Il n’est donc pas possible de coder en braille tous les symboles mathématiques. Ces symboles, (opérateurs, ensembles, fonctions…) vont donc être traduits par des assemblages de caractères braille de façon à différencier chaque symbole tout en gardant les formules les plus courtes possible.
Les fonctions usuelles comme le sinus, ou la racine carrée sont traduites par un seul signe. Le cosinus ou encore le symbole inclus par deux signes…
Toutefois, il reste très difficile de manipuler des calculs complexes en braille. Dans le premier exemple, il n’est pas évident pour un aveugle de repérer la simplification par 2.
Pour les matrices et tableaux de variation de fonction, afin de faciliter la lecture et quand cela est compatible avec la longueur de la ligne braille, il est possible de représenter ces structures en deux dimensions.
Les opérations arithmétiques peuvent être manipulées à l'aide d'un cubarithme.

### Braille musical
Comme pour les mathématiques, la notation musicale « noire » utilise une représentation spatiale de l’information.

## Production du braille

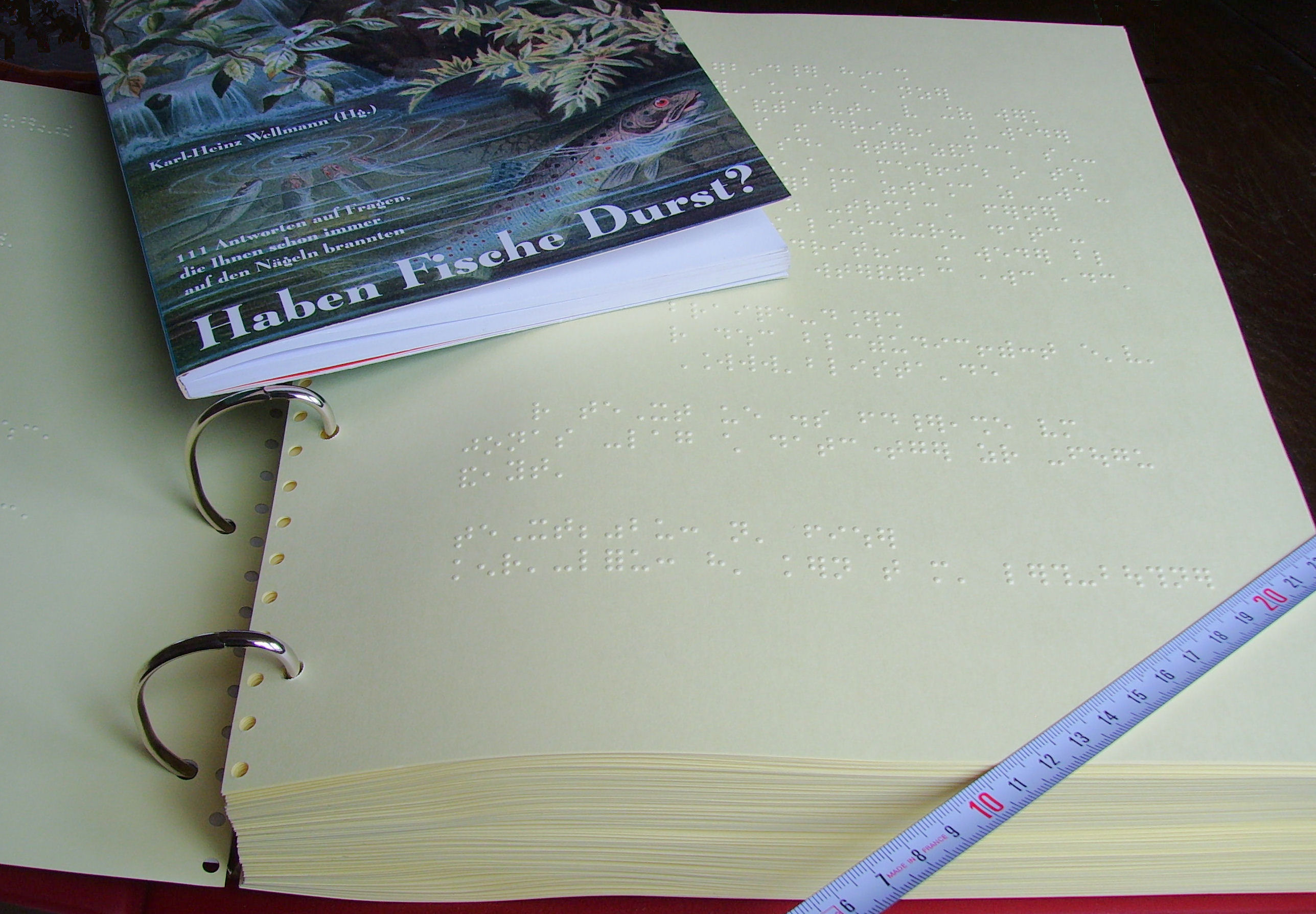
Un livre écrit en Braille, avec son édition originale imprimée.

### Sur papier

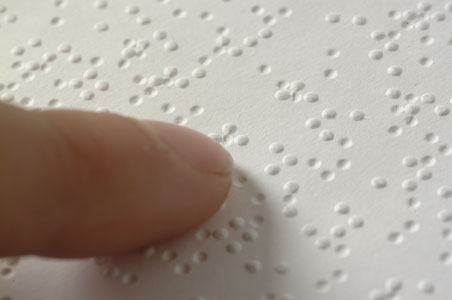
Écriture en braille sur papier.

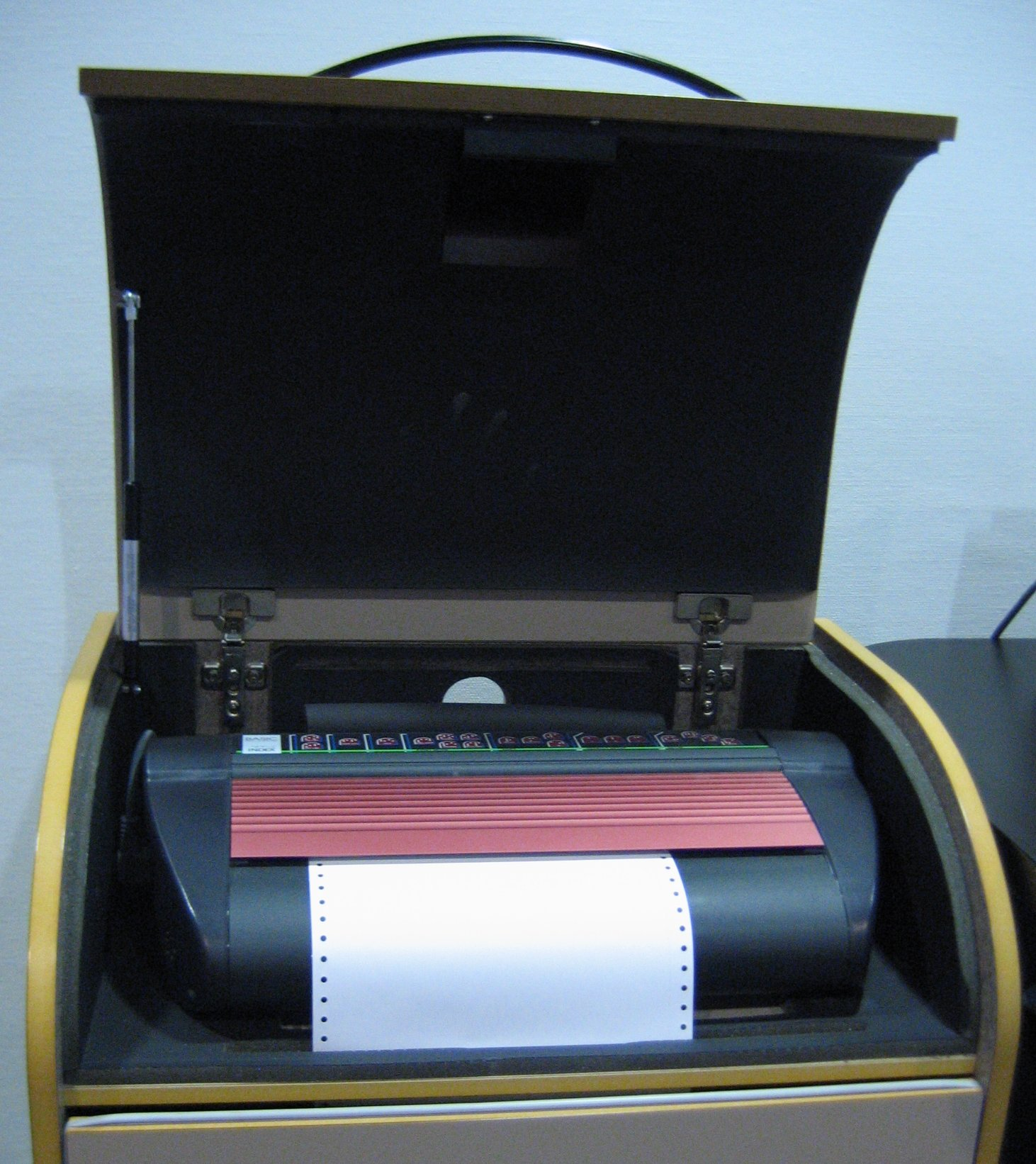
Imprimante en braille ou embosseuse.

### Synthèse vocale, plage tactile, reconnaissance de caractères

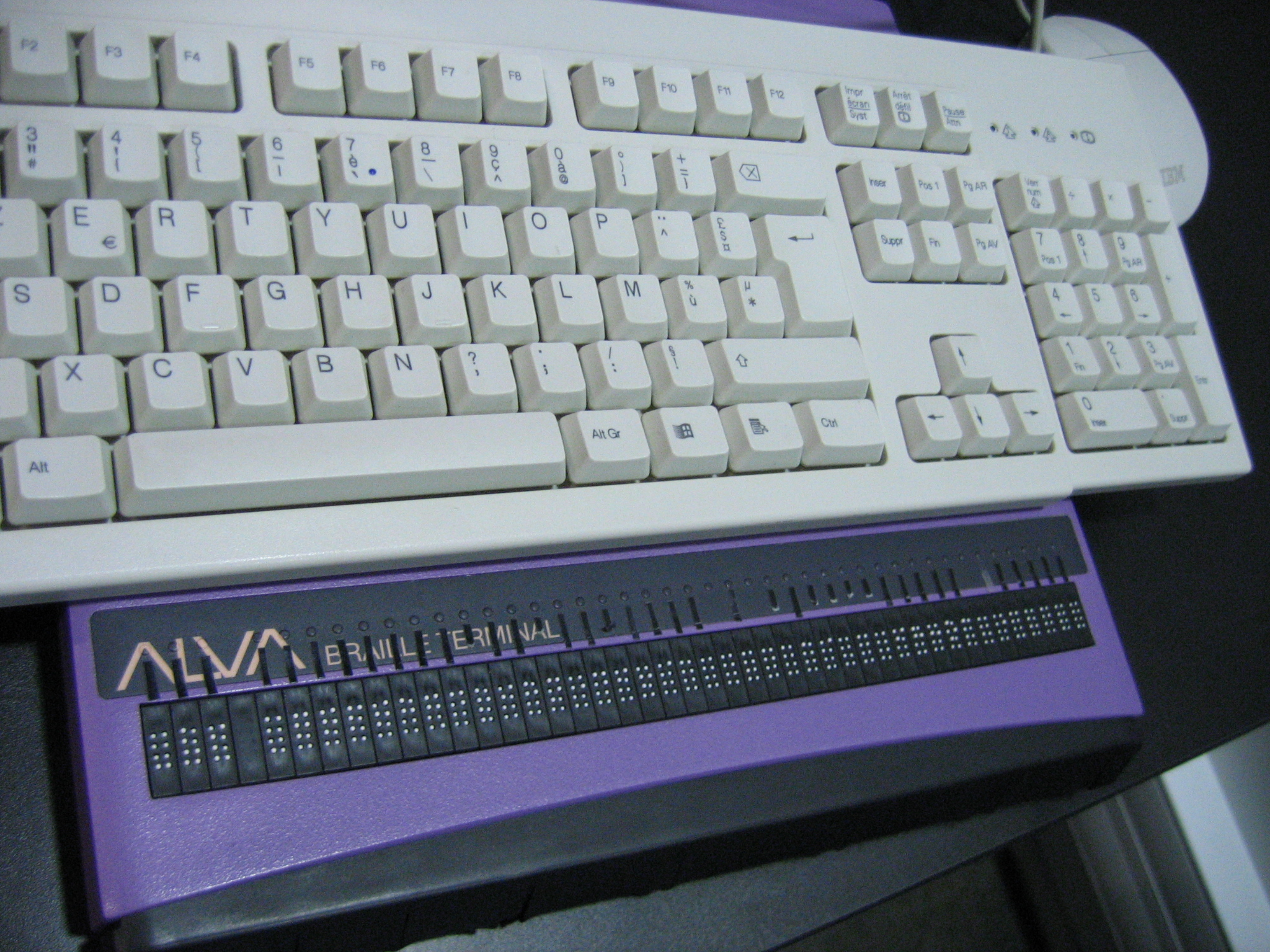
Plage en braille sous un clavier.